# 比爾·摩格理吉
比爾·摩格理吉（英語：Bill Moggridge，又譯為比爾·莫格里奇、比爾·莫格裡吉，1943年6月25日—2012年9月8日），是一位英國知名產品設計師，工業設計教授，互動設計書籍作者，同時也是工業設計顧問公司IDEO的創辦人，以及美國古柏惠特設計博物館的指導長。他以採納人性工程的工業設計理論著名，同時也是現今產品設計主流理論的開發者。他在1979年設計出的第一台貝殼式筆記型電腦「Grid Compass」，至今仍是可攜電腦的主流外型，該產品曾榮獲2010年，有英國設計奧斯卡之稱的菲利浦親王設計獎（Prince Philip Designers Prize）。

## 生平
1962年到1965年，摩格理吉就讀於英國倫敦的中央聖馬丁藝術與設計學院，主修產品設計。畢業之後他遠渡重洋，至美國西岸加州尋找工作機會。最後被賓州一家醫療消毒器材公司American Sterilizer Co䀻用，擔任產品設計師，協助醫院器材的開發。

### 創業與教學時期
1969年， 工作4年後，摩格理吉回到倫敦學習字體設計和平面設計，並隨後在倫敦自家樓上創辦了設計公司「Moggridge Associates」  。他接到的第一個產品設計案，是1972年胡佛公司（Hoover UK）推出的新款烤麵包機。隨後他接到一款小型電腦的設計案，由英國電腦科技公司發案，但最終並未量產。1973年，他又替胡佛公司設計了一款新型的家用暖氣機（space heater），並獲得該年的英國設計雜誌讚賞，將此產品放在封面上展示。

#### 世界上第一台貝殼式筆記型電腦

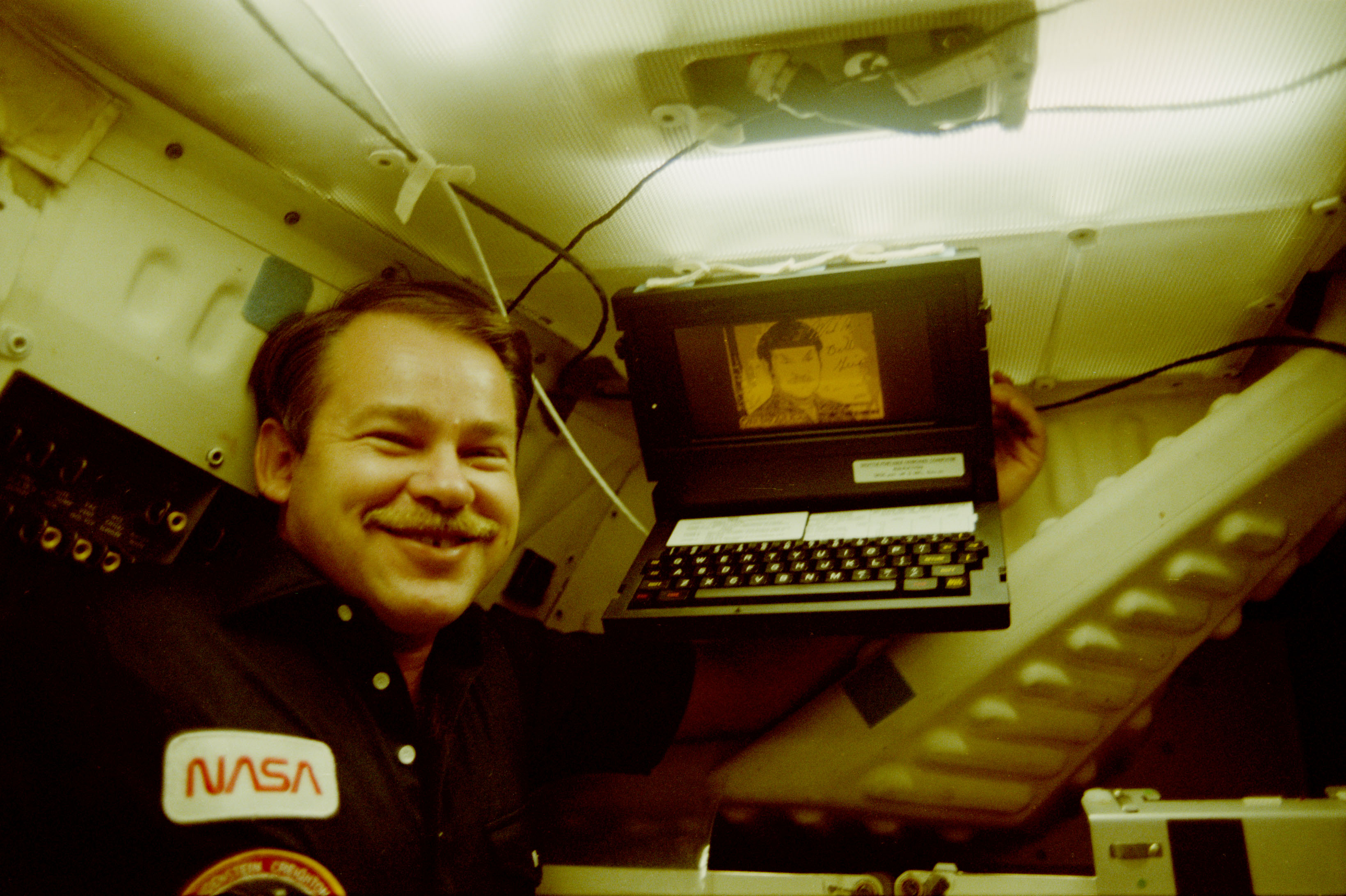
太空人與摩格理吉設計的筆記型電腦Grid Compass

1979年，摩格理吉再次遠渡重洋到美國，在加州的帕羅奧圖創辦了另一家工業設計公司，稱為「ID Two」，創辦初期，就接到GriD公司的產品設計委託，使命是設計出一款體積小，方便攜帶，而且可以量產化的電腦，摩格理吉於是首次將螢幕與鍵盤設計成貝殼式上下折疊，並由GriD公司與他聯名申請專利，這是世界上第一台貝殼式（Clamshell）筆記型電腦「Grid Compass」，也成為了後世可攜電腦的主流大型設計。該電腦當時採用Intel 8086中央處理器，共重5公斤，螢幕僅320 × 240解析度，售價約8000至一萬美元，因造價高昂，未進入大眾消費市場，反而是由美國軍方與太空總署採購，並在1985年隨發現號太空梭進入太空服役過。

#### 創立IDEO之後
1982年， 摩格理吉的公司ID Two加入了一位倫敦設計師麥克·納托爾（Mike Nuttall）並替當時另一家電腦公司Convergent Technologies進行產品開發。由於同性質客戶共有兩家，引起了競爭的紛議，納托爾為解決紛爭，於是帶著其中一位客戶，離開ID Two成立了自己的公司，1989年，知名的日本設計師深澤直人加入ID Two服務。
1982到1991年間，摩格理吉同時也在史丹佛大學教授產品設計，並因此認識了同樣具有創辦經驗的大衛·凱利（當時凱利開設了一家「大衛凱利設計公司」 ），1991年，摩格理吉與凱利還有納托爾三人集資，將原先三人各自擁有的設計公司，整合成為一家，並命名為IDEO，此公司在1990到2010年間成長迅速，以多項創新獲得美國工業設計界的聲望，轉變為一個跨國的知名工業設計顧問公司，摩格理吉在該公司服務到2010年退休。
1983年到2010年間，摩格理吉同時也一直擔任史丹佛大學的工業設計副教授一職，並協助創辦了史丹佛的設計教育體系，人機互動課程的架構和後來廣為人知的d.school，也就是哈索普拉特納設計研究所（Hasso Plattner Institute of Design）。
1993年，他曾經是倫敦皇家藝術學院的客座教授。1992年到1995年間，他也是倫敦設計博物館的受託顧問。摩格理吉同時也是英國政府的設計教育顧問和哥本哈根互動設計協會的成員。
2003年摩格理吉受䀻為義大利伊夫雷亞互動設計學院（Interaction Design Institute Ivrea）的指導委員。
2006年，摩格理吉有鑑於數位資訊與產品改革之快速，認為人們應該對互動設計的原則和故事有所理解，於是訪談了近40位在電腦互動設計界有突破性創新與傑出思維的人士，集結訪談概要出版了《關鍵設計報告》一書，DVD光碟與網站，該書獲得2006年《商業週刊》評選「年度最佳設計與創新書本」之一，且獲得互動設計大師唐·諾曼的讚揚『這是一本關鍵性的書，...描述互動科技如何成型，又將如何在未來做出改變...』。
2009年，摩格理吉受邀參與獨立電影及紀錄片製作人蓋瑞·胡斯崔特（Gary Hustwit）所拍的〈物相：工業設計紀錄片〉（Objectified ）並在其中佔有大部分的篇幅。2010年，喜好學習新科技的摩格理吉自己拍攝了一部以史丹佛教授道格（Doug Wilde）為主角的短片〈帕貝爾教授〉（Professor Poubelle）並上傳到Youtube網站，該片敘述知名大學教授為何選擇騎腳踏車上班，並沿路撿拾垃圾的故事。

### 博物館時期
2010年3月，摩格理吉接受美國古柏惠特設計博物館的邀請，擔任指導長一職，此就任打破了美國博物館的常規，首次由一位業界人士，且無藝術史或博物館背景者，擔任高階管理指導一職。摩格理吉的就任也成了美國第一家專研產品發展與設計歷史博物館的成功關鍵。

### 逝世
2012年9月8日，摩格理吉因肺癌在加州舊金山離世，享年69歲。

### 榮譽與獲獎
1988年，摩格理吉獲得英國皇家學會（RSA）為表揚藝術，製造與商業的傑出人士，所頒發的皇家榮譽設計師（Royal Designer for Industry）的頭銜。2009年，摩格理吉在美國白宮由第一夫人米歇爾·奧巴馬頒發了國家設計終身成就獎，2010年獲得了英國菲利浦親王設計獎，2012年，加州藝術學院頒發名譽博士學位給摩格理吉，以獎揚他對產品設計理論的重要貢獻。摩格理吉也曾獲美國《商業週刊》選為世界最具影響力的設計師之一。

## 著作
- Designing Interactions，麻省理工學院出版社出版。2007年10月1日。ISBN 0-262-13474-8。
  - 繁體中文版《關鍵設計報告：改變過去影響未來的互動設計法則》徐玉玲翻譯。麥浩斯出版。2008年12月4日。ISBN 9789866555305。
  - 簡體中文版《关键设计报告——改变过去影响未来的交互设计法则》许玉铃译。中信出版社出版。2011年6月1日。ISBN 9787508626864。
- Designing Media，麻省理工學院出版社出版。2010年10月15日。ISBN 9780262014854。
- Nonobject，與Lukic, Branko和Katz, Barry M.合著。麻省理工學院出版社出版，2010年10月8日。ISBN 9780262014847。

## 參看
- 交互设计
- 人机交互
- IDEO

## 相關連結
- 關鍵設計報告 （页面存档备份，存于）書籍網站
- 關鍵設計媒體 （页面存档备份，存于）書籍網站
- 2011年摩格理吉在Core 77網站回應諾曼的文章《設計思考：僅是有用的神話？》 （页面存档备份，存于）
- FastCompany雜誌報導摩格理吉成為博物館指導長的願景 （页面存档备份，存于）